# ماکسیمیلیانو توس اورتس
ماکسیمیلیانو توس اورتس (اسپانیایی: Maximiliano Thous Orts‎؛ ۱۸۷۵ – ۱۹۴۷) روزنامه‌نگار، نویسنده، و کارگردان فیلم اهل اسپانیا بود.
از فیلم‌ها یا مجموعه‌های تلویزیونی که وی در آن‌ها نقش داشته است، می‌توان به «سانس و راز هنرش» (۱۹۱۸) اشاره نمود.